# Torneo de Metz 2024
El Moselle Open 2024 fue un torneo de tenis perteneciente al ATP Tour 2024 en la categoría ATP Tour 250. El torneo tuvo lugar en la ciudad de Metz (Francia) desde el 3 hasta el 9 de noviembre de 2024 sobre canchas duras.

## Distribución de puntos
| Modalidad            | Campeón | Finalista | Semifinales | Cuartos de final | 2ª ronda | 1ª ronda | Clasificados | 2ª ronda de clasificación | 1ª ronda de clasificación |
| Individual masculino | 250     | 165       | 100         | 50               | 25       | 0        | 13           | 7                         | 0                         |
| Dobles masculino     | 250     | 150       | 90          | 45               | 20       | 0        | -            | -                         | -                         |

## Cabezas de serie

### Individuales masculino
| Tenista            | Ranking | Preclasificado |
| Andrey Rublev      | 7       | 1              |
| Casper Ruud        | 8       | 2              |
| Grigor Dimitrov    | 9       | 3              |
| Holger Rune        | 13      | 4              |
| Ugo Humbert        | 18      | 5              |
| Pedro Martínez     | 41      | 6              |
| Jan-Lennard Struff | 42      | 7              |
| Alex Michelsen     | 44      | 8              |

- Ranking del 28 de octubre de 2024.[2]

### Dobles masculino
| Tenista                                  | Ranking | Preclasificados |
| Santiago González Édouard Roger-Vasselin | 46      | 1               |
| Hugo Nys Jan Zieliński                   | 56      | 2               |
| Julian Cash Lloyd Glasspool              | 73      | 3               |
| Alexander Erler Andreas Mies             | 100     | 4               |

## Campeones

### Individual masculino
Benjamin Bonzi venció a  Cameron Norrie por 7-6(8-6), 6-4

### Dobles masculino
Sander Arends /  Luke Johnson vencieron a  Pierre-Hugues Herbert /  Albano Olivetti por 6-4, 3-6, [10-3]